# Balliol
Balliol var en skotsk adels-, senare kungaätt under medeltiden.
Två av dess medlemmar blev kungar, John Balliol och hans son Edward Balliol.